# 蟑螂屋
蟑螂屋為一種捕捉蟑螂的工具，一種是以紙殼和膠版製作為房子的形狀，裡面有粘蟲膠和誘餌，能夠吸引蟑螂等害蟲進入其內，將其粘住；另一種是塑膠盒，設有入口，入口處有單向活門，內部放有誘餌，吸引害蟲入內後，害蟲就會被困在裡面。
蟑螂屋適用於家庭防蟲，對人體無害。蟑螂屋的構想來自捕蟬黏膠的概念，1973年日本人大塚正士，利用蟑螂群聚特性，發明以食物加上黏膠板的蟑螂屋。蟑螂屋黏滿蟑螂後一定要儘快丟棄，否則最後可能反變為蟑螂的巢穴。。

## 另見
- 捕蝇纸
- 黏鼠板